# جولة السادة المتميزين
جولة السادة المتميزين هي فعالية دراجات نارية عالمية تهدف إلى جمع التبرعات وزيادة الوعي حول أبحاث سرطان البروستاتا وبرامج الصحة النفسية للرجال وذلك لصالح مؤسسة موفمبر.
أُسست جولة السادة المتميزين في عام 2012 على يد مارك هاوا في سيدني، أستراليا، وهو مفتوح لجميع الجندر، ويركز على الدراجات النارية الكلاسيكية والعتيقة. على الرغم من أن الحدث يشمل أسلوبًا كلاسيكيًا وعتيقًا، فإنه يرحب أيضًا بأنماط الدراجات النارية المخصصة مثل «كافيه ريسر»، «تشوبر»، «سكرامبلر»، وغيرها..
حتى الآن، جمعت الفعالية حوالي 31.6 مليون دولار أمريكي من 340,000 راكب في 115 دولة حول العالم.
تتميز الجولة بلمسة أنيقة، حيث يُنصح المشاركون بارتداء ملابس رسمية مثل السترات الحريرية، وبدلات التويد، والتصرف بأخلاق راقية تتماشى مع الطابع الكلاسيكي للحدث. تشمل الدراجات النارية المقترحة للرحلة ذات الطابع الخاص دراجات كافيه ريسر [الإنجليزية]، وبوبرز، والدراجات الكلاسيكية، والدراجات الكلاسيكية الحديثة، وفلات تراك، وسكرامبلر، ودراجات "تشوبر" القديمة، وبرات ستايل، والدراجات البخارية الكلاسيكية، والدراجات الجانبية الكلاسيكية. لا توجد رسوم دخول إلزامية، ولكن بعض الجولات تشترط حدًا أدنى من التبرعات للمشاركة، يُشجع جميع الدراجين على جمع الأموال لأبحاث سرطان البروستاتا وبرامج الصحة النفسية للرجال نيابة عن شريك الجمعية الخيرية مؤسسة موفمبر.
في عام 2014، بدأت شركة دراجات تريومف النارية [الإنجليزية] في دعم ورعاية الجولة. في 2019،انضمت شركات مثل «خوذات هيدون» وREV'IT! وزيوت التشحيم إلف رعاةً عالميين للجوائز.
في عام 2015، بيعت إحدى الدراجات النارية الثلاث التي كان يقودها الممثل كريس برات في فيلم العالم الجوراسي بالمزاد العلني، وذهب ريعها لصالح أبحاث سرطان البروستاتا.
- في عام 2012، شارك أكثر من 2500 راكب في جولات عبر 64 مدينة. وقد شجع نجاح الحدث المنظمين على التفكير في كيفية استغلاله لدعم قضية تستحق ذلك.
- في عام 2013، جمع أكثر من 11000 مشارك في 145 مدينة حول العالم أكثر من 277 ألف دولار أسترالي لأبحاث سرطان البروستاتا.[3]
- في عام 2014، جمع 20 ألف راكب في أكثر من 250 مدينة ما يقرب من 1.5 مليون دولار أمريكي[3] لصالح أبحاث سرطان البروستاتا لصالح مؤسسة سرطان البروستاتا في المملكة المتحدة والولايات المتحدة وكندا ونيوزيلندا وأستراليا.
- في عام 2015، قام أكثر من 37000 مشارك في 410 مدينة من 79 دولة بركوب دراجاتهم النارية لزيادة الوعي وجمع 2.3 مليون دولار أمريكي لأبحاث سرطان البروستاتا لصالح مؤسسة سرطان البروستاتا في المملكة المتحدة والولايات المتحدة وكندا ونيوزيلندا وأستراليا.[3]
- في عام 2016، شارك أكثر من 57000 مشارك في 505 مدينة من 90 دولة في سباق دراجاتهم النارية لزيادة الوعي وجمع 3.65 مليون دولار أمريكي للمساعدة في تمويل الأبحاث حول سرطان البروستاتا ودعم الوقاية من انتحار الذكور لصالح مؤسسة موفمبر.[3]
- في عام 2017، تجمع أكثر من 93000 مشارك في 582 مدينة من 92 دولة لرفع مستوى الوعي وجمع 4.85 مليون دولار أمريكي للمساعدة في تمويل الأبحاث حول سرطان البروستاتا ودعم الصحة النفسية للرجال لصالح مؤسسة موفمبر.[3] [ فشل التحقق ]
- في عام 2018، تجمع أكثر من 115 ألف مشارك في 648 مدينة من 101 دولة لرفع مستوى الوعي وجمع 6.1 مليون دولار أمريكي للمساعدة في تمويل الأبحاث حول سرطان البروستاتا ودعم الصحة النفسية للرجال لصالح مؤسسة موفمبر.
- في عام 2019، تجمع أكثر من 116000 مشارك في 678 مدينة من 104 دولة لرفع مستوى الوعي وجمع 6 ملايين دولار أمريكي للمساعدة في تمويل الأبحاث حول سرطان البروستاتا ودعم الصحة النفسية للرجال لصالح مؤسسة موفمبر.

## جدول
تُقام جولة السادة المتميزين سنويًا في آخر يوم أحد من شهر سبتمبر.
| السنة | سبتمبر | عدد الدراجين المسجلين في جميع أنحاء العالم | الأموال التي جُمعت       |
| ----- | ------ | ------------------------------------------ | ----------------------- |
| 2012  | 30     | 2.500                                      | غير متاح                |
| 2013  | 29     | 11.000                                     | 277 ألف دولار أسترالي   |
| 2014  | 28     | 20.000                                     | 1.5 مليون دولار أمريكي  |
| 2015  | 27     | 37.000                                     | 2.3 مليون دولار أمريكي  |
| 2016  | 25     | 57.000                                     | 3.65 مليون دولار أمريكي |
| 2017  | 24     | 94.000                                     | 4.85 مليون دولار أمريكي |
| 2018  | 30     | 114.000                                    | 6.1 مليون دولار أمريكي  |
| 2019  | 29     | 116.000                                    | 6 مليون دولار أمريكي    |

## الروابط الخارجية
- Manchester Evening News, 29 September 2014 Retrieved 2014-10-12
- Movie by Triumph about the ride in Spain